# Plectiscidea arctica
Plectiscidea arctica là một loài tò vò trong họ Ichneumonidae.